# SharpDevelop
SharpDevelop, skrivs även #Develop, är en gratis integrerad utvecklingsmiljö med öppen källkod och kan användas som alternativ till Microsoft Visual Studio. Programmet är speciellt inriktat på utveckling av program baserade på .NET-ramverket. Senaste versionen (4.3) stödjer .NET Framework 2.0, 3.0, 3.5 och 4.0. Gränssnittet är översatt till en rad olika språk, däribland svenska.
Förutom att vara ett verktyg för programmering har det även funktioner för att designa fönster till program.

## Programspråk som stöds
- C#
- Visual Basic .NET (VB.NET)
- Boo
- IronPython
- IronRuby
- F#
- C++